# Anthidium subcrenulatum
Anthidium subcrenulatum là một loài Hymenoptera trong họ Megachilidae. Loài này được Alfken mô tả khoa học năm 1930.